# Thyroptera discifera
Thyroptera discifera là một loài động vật có vú trong họ Thyropteridae, bộ Dơi. Loài này được Lichtenstein & Peters mô tả năm 1855.